# Deltopauropus macswaini
Deltopauropus macswaini är en mångfotingart som beskrevs av Paul Auguste Remy 1956. Deltopauropus macswaini ingår i släktet Deltopauropus och familjen Brachypauropodidae. Inga underarter finns listade i Catalogue of Life.